# شوقبة (حجة)

تعديل مصدري - تعديل

شوقبة هي إحدى قرى عزلة خولان بمديرية حجة التابعة لمحافظة حجة، بلغ تعداد سكانها 55 نسمة حسب تعداد اليمن لعام 2004.